# Cmentarz Żołnierzy Radzieckich w Suwałkach
Cmentarz Żołnierzy Radzieckich – cmentarz położony na obszarze Szwajcarii przy wyjeździe z Suwałk w kierunku Jeleniewa (droga wojewódzka 655) za Cmentarzem Komunalnym w Suwałkach.
Na cmentarzu pochowani zostali radzieccy jeńcy zamordowani w niemieckim stalagu IF Sudauen, który funkcjonował w latach 1941–1944 na terenie Suwałk. Na nekropolii spoczywają również żołnierze radzieccy, którzy zginęli podczas walk o wyzwolenie okupowanych przez Niemców Suwałk w czasie II wojny światowej.
Pomimo wielu represji na ludności suwalskiej ze strony Sowietów (m.in. obława augustowska, trzy masowe deportacje ludności na Syberię) cmentarz nie uległ aktom dewastacji ze strony lokalnych mieszkańców, a władze miejskie dbały o jego stan techniczny i organizowały tu uroczystości upamiętniające wyzwolenie miasta 23 października 1944 roku spod okupacji niemieckiej.

## Lokalizacja
Cmentarz położony jest w północnej części miasta przy ul. M. Reja, która jest częścią drogi wojewódzkiej nr 655. Nekropolia znajduje się na obecnym osiedlu Suwałk – Szwajcarii. Cmentarz został tam utworzony w latach 40. XX wieku ze względu na dogodne położenie na skraju Lasu Szwajcaria oraz niedużej odległości od niemieckiego stalagu. W sąsiedztwie Cmentarza Żołnierzy Radzieckich znajduje się cmentarz komunalny. Dojście do mogił zbiorowych znajduje się na wprost od wejścia głównego, za głównym pomnikiem.

## Historia
Cmentarz otworzyli Niemcy w 1942 roku. Początkowo na nekropolii pogrzebane były tylko ciała ofiar stalagu. Pierwszy pomnik upamiętniający ofiary obozu postawiono w 1947 roku. Dopiero w latach późniejszych zaczęto zwozić ekshumowane ciała poległych w walce o wyzwolenie Suwalszczyzny radzieckich żołnierzy. Na cmentarzu jednak nie spoczywają wszystkie ofiary stalagu. Pierwsze ofiary z niemieckiego obozu były grzebane na cmentarzu prawosławnym. Część zamordowanych była także pochowana na najstarszym suwalskim cmentarzu przy ulicy Bakałarzewskiej, w miejscu gdzie dziś stawiane są nowe pomniki. Dokładna ilość pochowanych na każdym z cmentarzy nie jest znana.
Jeńców chowano w mogiłach zbiorowych. Z dokumentów z lat 60. wynika, iż były 82 takie mogiły, ale tylko 15 z nich było obramowanych betonowym krawężnikiem. Miały one po 20 metrów długości. W planach pozostawiono obramowanie kolejnych 67 mogił. Na każdej obramowanej kwaterze stało 12 tablic nagrobnych z czerwoną gwiazdą. W późniejszych latach liczba mogił malała. Żelbetonowy pomnik postawiony w 1947 roku przeszedł renowację w 1960 roku. Monument miał kształt graniastosłupa, z lewej strony do pomnika przylegały trzy dekoracyjne stopnie piętrzące się ku niebu. Na froncie wisiała tablica upamiętniająca zamordowanych oraz czerwona gwiazda. Na górze znajdował się symbol sierpa i młota. Nekropolię okalał parkan z płyt cementowych. W tamtym czasie Prezydium PRN sprawowała opiekę nad cmentarzem i zlecała prace konserwatorskie.
Po II wojnie światowej na cmentarzu były organizowane częste uroczystości związane z upamiętnieniem ofiar stalagu, oraz składano hołd poległym czerwonoarmistom. Na uroczystościach były oficjalne delegacje zakładów pracy, władz, wojska, milicji i szkół. Od 1989 roku po przemianach ustrojowych w Polsce, na cmentarzu takich uroczystości zaprzestano ale władze miasta wciąż dbają o jego stan techniczny. Są również składane kwiaty i wieńce przez przedstawicieli Urzędu Miasta, aby upamiętnić osoby walczące za Suwalszczyznę.
W 1967 roku wyburzono stary pomnik i postawiono nowy pomnik-mauzoleum, który zaprojektował suwalski architekt Andrzej Szulc. W 1991 roku cmentarz wpisano do rejestru zabytków.
Obecnie zredukowano liczbę tablic nagrobnych w kwaterach i w niektórych miejscach postawiono imienne nagrobki. W 2007 roku na teren cmentarza został przeniesiony pomnik z Parku Konstytucji 3 Maja. W 2010 roku pomnik-mauzoleum przeszedł renowację. Wcześniej wymieniono ogrodzenie wokół cmentarza.

## Układ cmentarza
Cmentarz położony na planie prostokąta przyległy do ul. M. Reja. Ogrodzony prefabrykowanym parkanem. Układ nekropolii można podzielić na pięć warstw. Idąc w głąb cmentarza przechodzimy przez: bramę wejściową, zieleń parkową ze ścieżkami, plac, pomnik-mauzoleum, mogiły zbiorowe. Przez środek nekropolii przebiega aleja prowadząca od bramy przez jego całą długość aż do kwater z bezimiennie pochowanymi jeńcami.
Na murze przy bramie wejściowej znajduje się symbol czerwonej gwiazdy oraz tablica upamiętniająca spoczywających na cmentarzu o treści:

CMENTARZ OKOŁO 46 000 JEŃCÓW
RADZIECKICH ZAMĘCZONYCH PRZEZ
HITLEROWCÓW w LATACH 1942•44
W OBOZIE JENIECKIM W SUWAŁKACH
ORAZ 5136 ŻOŁNIERZY I OFICERÓW
ARMII CZERWONEJ POLEGŁYCH W
1944 r W WALKACH O WYZWOLENIE
ZIEMI SUWALSKIEJ

Bezpośrednio za bramą znajduje się zacieniony teren parkowy, który rozciąga się na całą szerokość nekropolii. Rosną tam drzewa liściaste. Szereg licznych krzewów oddziela tę część cmentarza od placu. Nieduży plac jest wybrukowany i był w przeszłości używany do organizacji uroczystości odbywających się na cmentarzu. Jest to najbardziej nasłonecznione miejsce nekropolii. Łącznikiem między częścią cmentarza w której pochowane są ciała ofiar a częścią placową jest pomnik-mauzoleum. Monument stoi na betonowym podeście rozciągającym na długość kilkunastu metrów. To przez niego trzeba przejść, aby dojść do obszaru na którym umieszczone są kwatery zamordowanych jeńców. W tej części cmentarza rosną drzewa i panuje półcień.

## Nagrobki i pomniki
Na cmentarzu pochowano 46 tysięcy jeńców radzieckich oraz 5136 żołnierzy poległych w walkach na Suwalszczyźnie. Jeńcy pochowani na cmentarzu są anonimowi, jedynym, który nie został pochowany w zbiorowej mogile, a w osobnej trumnie, jest Dr Głubakow. Był to gest ze strony wdzięcznych żołnierzy za chwalebną postawę w czasie pobytu w stalagu. Wśród żołnierzy poległych w walkach na Suwalszczyźnie dwunastu posiada własne nagrobki.
Żołnierze polegli w walkach na Suwalszczyźnie
1. Władimir Iwanowicz Szyriej
2. Andriej Nikołajewicz Bylinski
3. Piotr Fiedorowicz
4. Dominik Nazimirowicz Parfinowicz
5. Michaił Siemionowicz Szwied
6. Grigorij Iwanowicz Wartasiewicz
7. Warilij Jurinowicz Mandziak
8. Piotr Iosifowicz Iljiczow
9. Iwan Michajłowicz Ksiendzow
10. Bolesław Pietrowicz Kostiuk
11. Michaił Pietrowicz Karpienko
12. Siergiej Charłampijewicz Kolesnikow

Na cmentarzu znajdują się również dwa inne pomniki: pomnik-mauzoleum wybudowany w 1967 roku oraz pomnik żołnierzy Armii Czerwonej przeniesiony z Parku Konstytucji 3 Maja w 2008 roku.

### Pomnik-mauzoleum
Pomnik ma formę mauzoleum o wyrazistych geometrycznych kształtach. Został wybudowany w 1967 według projektu suwalskiego architekta Andrzeja Szulca.
Zlokalizowany jest w centrum nekropolii przed częścią cmentarną, w której znajdują się kwatery żołnierzy. Wzdłuż betonowego podestu o długości kilkunastu metrów rozciągają się z obu stron nieregularne ściany. Tam znajdują się trzy metalowe bramy. Na pierwszej z nich znajduje się symbol pięcioramiennej czerwonej gwiazdy, a na dwóch pozostałych inskrypcje w języku polskim i rosyjskim informujące o osobach, jakim został ofiarowany.
Pomnik w 2010 roku przeszedł renowację.

### Pomnik żołnierzy Armii Czerwonej poległych w walkach na Suwalszczyźnie
Pomysłodawcą wybudowania pomnika była Wanda Rymkiewicz. Taki wniosek złożyła 9 sierpnia 1945 roku z inicjatywy Polskiej Partii Socjalistycznej i Polskiej Partii Robotniczej oraz Stronnictwa Ludowego. Budowę pomnika sfinansowano ze środków zgromadzonych na zbiórkach pieniężnych w suwalskich instytucjach i zakładach pracy. Pomnik odsłonięto w pierwszą rocznicę wyzwolenia Suwałk spod okupacji niemieckiej 23 października 1945 roku w Parku Konstytucji 3 Maja w Suwałkach w ścisłym centrum miasta. Taka lokalizacja była spowodowana tym, że znajdowały się tam groby oficerów sowieckich. Na tablicy pamiątkowej widniał napis:

23 X 1944
BOHATEROM ARMII CZERWONEJ
POLEGŁYM ZA WYZWOLENIE
SUWALSZCZYZNY -
WDZIĘCZNI SUWALCZANIE
23 X 1945

W latach 1950–1952 dokonano ekshumacji zwłok pochowanych w Parku Konstytucji 3 Maja i przeniesiono je na zbiorowy cmentarz żołnierzy radzieckich, natomiast pomnik w parku pozostał. W pierwszej dekadzie XXI wieku podjęto starania o przeniesienie pomniku na cmentarz na Szwajcarii. Taką decyzję uzasadniono opinią architektów, którzy stwierdzili, że pomnik nie pasuje do odrestaurowanego wizerunku klasycystycznego parku. Popierały ją organizacje suwalskich kombatantów oraz władze miejskie, które argumentowały, że pomnik znajdował się w pobliżu miejsca, gdzie często są organizowane imprezy rozrywkowe. W 2001 roku Archiwum Państwowe przekazało władzom miasta szczegółowe informacje dotyczące jego powstania. W 2006 roku pozwolenie na takie działanie wyraziła ambasada Rosji. Następnie zgodę na przeniesienie wydała Rada Ochrony Pamięci Walk i Męczeństwa. Przeniesienia dokonano w 2007 roku. Przy demontażu okazało się, że lokalizacja pomnika w parku była symboliczna, w miejscu jego ustawienia nie było grobów. W miejscu starej zniszczonej tablicy zamontowano nową z uzgodnioną treścią:

PAMIĘCI ŻOŁNIERZY
ARMII CZERWONEJ
POLEGŁYCH
W PAŹDZIERNIKU 1945 r.
W WALKACH
NA SUWALSZCZYŹNIE.

Pomnik ma formę wykonanego z żelbetu i otynkowanego obelisku. Monument jest umieszczony przy jednej z alejek w części cmentarza, gdzie znajdują się kwatery pochowanych zbiorowo żołnierzy radzieckich. Na cmentarzu stale wizytują delegacje władz miejskich przy okazji uroczystości, w których oddają hołd poległym w czasie II wojny światowej.